# Heracleides van Cyme
Heracleides (Eolië, 4e eeuw v.Chr.) was een oud-Grieks schrijver werkzaam in Cyme, een stad in Eolië. Eolië was een kuststreek van Anatolië. Heracleides was een Perzische onderdaan doch schreef in het Oudgrieks. Vermoedelijk leefde hij tijdens het bestuur van Artaxerxes II, koning van Perzië en heerser over Anatolië.
Heracleides schreef een werk in vijf boeken over het Perzische Rijk. De naam van het werk was Persika. De eerste twee boeken heetten Paraskeuastika of Inleiding. In Persika beschreef Heracleides het land en het volk in Perzië. Persika ging verloren behalve enkele fragmenten over het hofleven. Zo vermeldde hij het bestaan van een koninklijke lijfwacht die bestond uit driehonderd vrouwen; zij zongen ’s nachts met fakkellichten. De vorst koos zijn concubines bij deze lijfwacht. Over de koninklijke verplaatsingen schreef hij dat de Perzische koning binnen zijn paleis steeds over tapijten stapte; buiten het paleis in draagstoel of te paard. Ook beschreef Heracleides aristocraten met de naam appeldragers (melophoroi) en hun feestelijkheden. 
De fragmenten van Persika zijn terug te vinden in de werken van Athenaeus van Naucratis en van Plutarchus.